# Ampedus magistretti
Ampedus magistretti là một loài bọ cánh cứng trong họ Elateridae. Loài này được Platia & Schimmel miêu tả khoa học năm 1988.